# William Blackstone
William Blackstone (Londres, 10 de julio de 1723 - Wallingford, 14 de febrero de 1780) fue un jurista británico. 

## Biografía
Blackstone fue el cuarto y póstumo hijo de Charles Blackstone, un comerciante de sedas, a los doce años quedó también huérfano de madre y se quedó a cargo de su tío Thomas Bigg, un cirujano londinense, primero en Charterhouse (1730-1738) y luego en Pembroke College.Oxford. En 1750 Blackstone obtuvo el grado de Doctor en Derecho Civil.

## Trayectoria
Ejerció, en primer lugar, la profesión de abogado en Londres y como juez municipal en Wallingford, antes de retirarse de su práctica y concentrarse en la enseñanza jurídica.
Blackstone había desarrollado un gran interés en derecho consuetudinario, y en 1753 comenzó a dar conferencias sobre ese tema. Estas fueron las primeras conferencias sobre derecho anglosajón que se pronunciaron en una universidad. Sus oyentes quedaron cautivados por la lucidez y el encanto de su estilo y por la sencillez con la que presentaba el tema. Sin embargo, esta última virtud se logró en parte porque Blackstone desdibujó las dificultades y contradicciones de la ley inglesa. Le dio a todo el tema un aire de integridad e interdependencia mutua como si fuera un sistema lógico uniforme, y suprimió o ignoró sus aspectos arcaicos y, en cambio, aclamó la ley inglesa como la encarnación de la sabiduría del siglo XVIII.
En 1758 se convirtió en el primer profesor de Derecho común anglosajón de Oxford, cátedra que ocuparía hasta 1766. Su fama creció, lo que revirtió en su nombramiento para varios cargos gubernamentales.
Blackstone fue pocos años después nombrado juez en el tribunal de la common law (Derecho anglosajón) y elegido diputado en la Cámara de los Comunes del Parlamento del Reino Unido (1761).

## Obra publicada
Entre 1765 y 1769, Blackstone publicó los cuatro volúmenes que integran su obra más importante, bajo el título de Comentarios sobre las leyes de Inglaterra (4 volúmenes), las lecciones que había dictado en Oxford. Sus escritos tuvieron influencia decisiva en el desarrollo de la Constitución de los Estados Unidos de América. Su obra fue traducida al francés por Auguste-Pierre Damiens de Gomicourt, Bruselas, 1774, y por Nicolas-Maurice Chompré, París, 1823. Samuel Warrens editó en 1855 una nueva edición en que indicaba los cambios acaecidos desde 1765 en la Constitución británica.